# Service d'ordre légionnaire

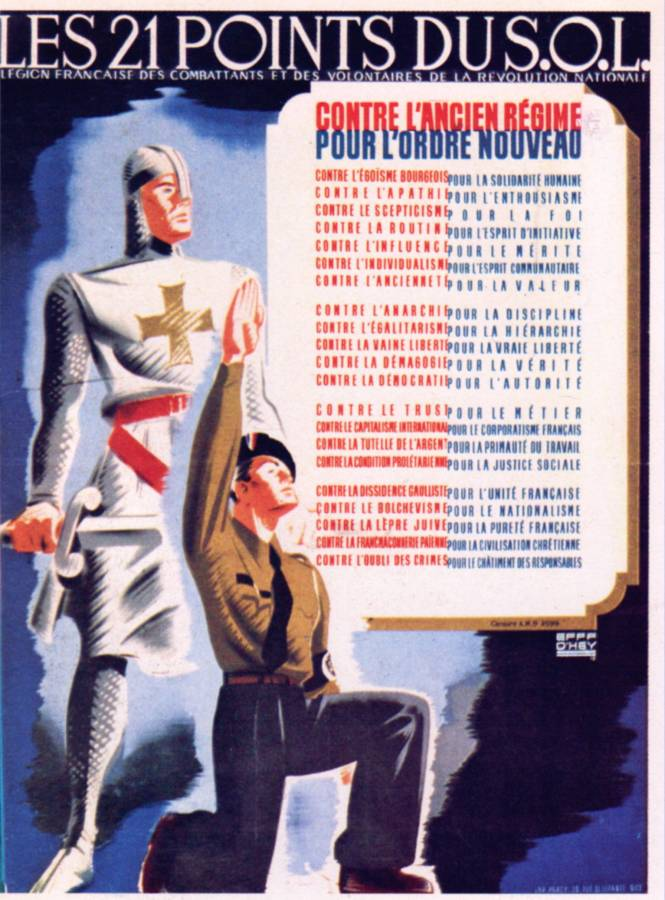
Los veintiún puntos del SOL: una lista de "favores" y "contras" que comienzan, respectivamente, con el Nuevo Orden y el Antiguo Régimen.

El Service d'ordre légionnaire (SOL, "Servicio del Orden Legionario") fue una milicia colaboracionista creada por Joseph Darnand, un veterano nacionalista de la Primera Guerra Mundial. Demasiado radical incluso para otros partidarios del régimen de Vichy, se le concedió su autonomía en enero de 1943, después de la Operación Torch y la ocupación alemana de la Zona Sur, hasta entonces denominada "Zona Libre" y controlada por Vichy. El propio Pierre Laval (apoyado por el mariscal Philippe Pétain) aprobó la ley que otorgó al SOL su autonomía y la transformó en Milice, que participó en batallas junto a los alemanes contra la Resistencia y cometió numerosos crímenes de guerra contra civiles. Después de la Liberación, algunos miembros de Milice escaparon a Alemania, donde se unieron a las filas de las SS. Los que se quedaron en Francia se enfrentaron a cortes marciales, generalmente seguidos de ejecuciones sumarias, o linchamientos simples a manos de résistants y civiles enfurecidos.

## Creación del SOL
Joseph Darnand, que había participado en la conspiración del grupo fascista Cagoule antes de la Invasión de Polonia, había sido uno de los primeros en unirse a la "Revolución Nacional" — que fue el nombre dado al nuevo régimen de Vichy emitido desde la derrota de 1940 durante la Batalla de Francia y desde el 10 de julio de 1940 vota según poderes extraordinarios al Mariscal Pétain. Joseph Darnand tomó la cabeza de la Légion française des combattants (LFC) en la región de Alpes Marítimos, y luego creó el SOL, que atrajo no solo a los defensores más entusiastas del colaboracionismo con Alemania, sino también a criminales de la mafia de Niza.[cita requerida] El SOL se extendió a toda la zona sur y al norte de África el 12 de diciembre de 1941. 
Darnand, Pierre Gallet, Marcel Gombert y Jean Bassompierre encabezaron esta nueva organización, mientras que Bassompierre, Noël de Tissot y el docteur Durandy definieron su programa. Abogó por el culto al líder, el antiparlamentarismo, el nacionalismo y el antisemitismo, además de presionar por la colaboración con los nacionalsocialistas. Antes del giro de la opinión pública de 1941-1942, Francia estaba compuesta principalmente de pétainistes, que apoyó al mariscal Pétain. Sin embargo, se deben distinguir varios grados de colaboracionismo, ya que algunos lo defendieron alegando que aligeraría la carga de la ocupación militar (este era el discurso oficial de Pétain) y que el Mariscal Pétain, una figura muy respetada por su papel durante la Batalla de Verdún de 1916, No podría estar equivocado. Estos colaboracionistas se han llamado Maréchalistes, ya que su apoyo a la colaboración se basó en la confianza hacia Pétain. Después de su reunión con Hitler, Pétain había abogado por la colaboración en un discurso en la radio del 30 de octubre de 1940. Otros, comúnmente llamados pétainistes, abogaron por la colaboración por razones ideológicas: apoyaron las leyes antisemitas de Vichy que el régimen había establecido por su cuenta, sin esperar las órdenes alemanas. Joseph Darnand y el SOL estaban a la cabeza de estos colaboracionistas ideológicos, esperando la victoria alemana en la guerra. 
Varios líderes y activistas del SOL se involucraron en acciones brutales contra opositores al régimen de Vichy, y comenzaron una ola de denuncias que ni siquiera perdonó a las autoridades civiles o religiosas del Etat français (nombre con el que el régimen de Vichy se llamó a sí mismo). Joseph Darnand, quien dirigió el SOL, se había establecido en Vichy. Pétain siempre lo apoyó incluso en sus gritos más extremos en apoyo de la Colaboración. Darnand llegó tan lejos que su "patriotismo" se vio como una traición, y conmocionó incluso a otros líderes de la Légion o de los Chantiers de jeunesse (Talleres de la Juventud) que también estaban a favor de la Colaboración, pero de una manera "civilizada". Por lo tanto, se decidió otorgar autonomía a el SOL el 5 de enero de 1943, para tomar distancia con la milicia y al mismo tiempo otorgarle total libertad de acción. 

## Operación Torch y transformación de el SOL en Milice
Después de la Operación Torch de noviembre de 1942 y el desembarco en el norte de África, que condujo a la ocupación alemana de la zona sur, hasta ahora diseñada como la "zona libre" porque estaba bajo la autoridad de Vichy, el mariscal Pétain exaltó en su discurso del 5 de enero de 1943. el "patriotismo" de el SOL que, junto con el Armée d'Afrique, había disparado contra las tropas estadounidenses. En realidad, solo varias docenas de milicianos de el SOL habían luchado en Orán y Marruecos, mientras que en Argel toda la milicia de el SOL se había rendido a los aliados durante el "golpe de Estado del 8 de noviembre de 1942", durante el cual 400 combatientes de la Resistencia mal equipados solos inmovilizó el vichyste del XIX Corps d'Armée durante 15 horas, contribuyendo al éxito inmediato del desembarco de los Aliados en Argel. 
Así, el 5 de enero de 1943, el SOL obtuvo autonomía y se transformó en la Milice française (Milicia francesa), creada por una ley emitida por Pierre Laval en virtud de acuerdos con Pétain. 